# Hiltonius mexicanus
Hiltonius mexicanus är en mångfotingart som först beskrevs av Henri Saussure 1859.  Hiltonius mexicanus ingår i släktet Hiltonius och familjen Spirobolidae. Inga underarter finns listade i Catalogue of Life.